# Mount Hope (Virginie-Occidentale)
Pour les articles homonymes, voir Mont Hope.
Mount Hope est une municipalité américaine située dans le comté de Fayette en Virginie-Occidentale. Selon le recensement de 2010, Mount Hope compte 1 414 habitants.

## Géographie
Mount Hope se trouve à environ 12 km au nord de Beckley, dans le sud de la Virginie-Occidentale.
La municipalité s'étend sur 1,33 milles carrés (3,44 km2).

## Histoire

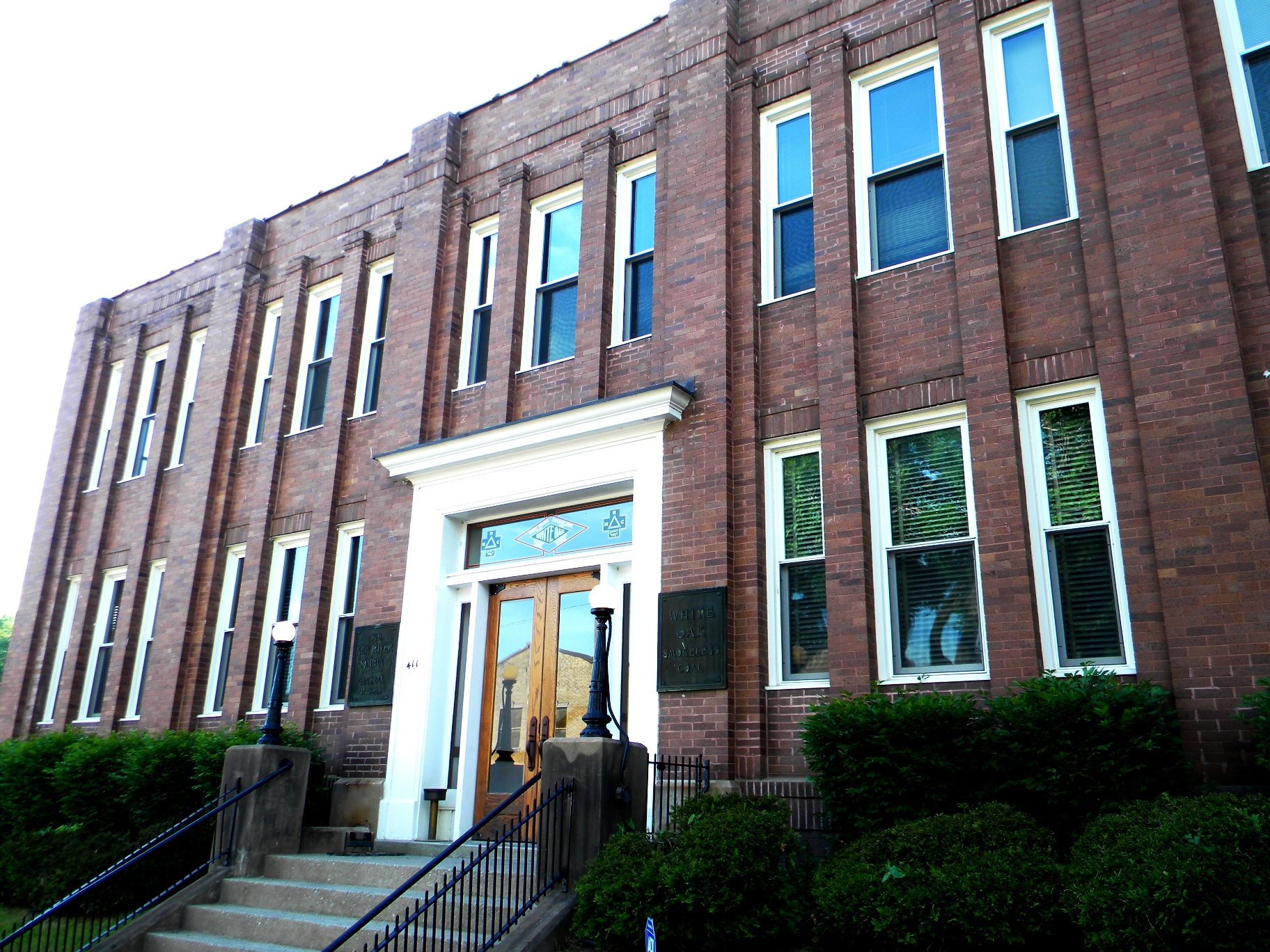
Le siège de la New River Company.

La ville doit son nom à la Mount Hope School (littéralement « école du Mont Espoir »). Cette école est ainsi nommée par le juge McGinnis lorsqu'il remarqua que, malgré la neige, des petits pois poussaient dans la vallée.
Au XIXe siècle, Mount Hope connaît une certaine prospérité grâce à ses mines. Elle est incorporée en 1895, avec le statut de town. Bien que ravagée par un incendie en 1910, alors qu'elle compte 1 200 habitants, la ville accède au statut de city en 1921.
Le district historique de Mount Hope est inscrit au registre national des lieux historiques. Il comprend une centaine de bâtiments, représentant de nombreux styles architecturaux populaires entre 1895 et les années 1950. Parmi ceux-ci se trouve le siège de la New River Company, un bâtiment commercial construit en 1917 en forme de « U », inscrit à titre individuel sur le registre.

## Démographie
Après avoir connu un boom au début du XXe siècle, la ville voit sa population décroître depuis les années 1950.